# 安藤氏 (丹波国)
安藤氏（あんどうし）は、室町時代から江戸時代にかけての武家。江戸時代には安藤定子が伏見宮貞致親王を生み、安藤了翁、安藤朴翁、安藤年山といった儒学者を輩出した。

## 概要
安藤年山の随筆『年山紀聞』などによると、伏見宮邦輔親王の子・邦茂王が丹波国桑田郡小口村（尾口村）に下向し、外祖父・安藤宗実の姓である安藤を名乗ったのが始まりである。江戸時代に朝廷において書き継がれた『詰所系図』には、邦輔親王の子に「邦茂（隠遁者）」とあり、邦茂王は実在したことがわかる。安藤氏側の資料によると、邦茂王は長松軒惟翁と称し、丹波国に下向して安藤惟実と改名したとされる。しかし『詰所系図』には上記のことについて記されていない。同系図には邦輔親王の祖父・邦高親王の子に「僧惟翁（号長松院（長松軒））」がいたと記されている。これらのことから、安藤氏側の資料以外に安藤氏の家祖を邦茂王とする資料は存在しない。ただし、赤坂恒明は、『忠利宿禰記』に記された貞致親王の出生の記録と安藤氏側の資料に矛盾がないことから、貞致親王が伏見宮家の血を引いていること自体は肯定できるとしている。
邦茂王には安藤定実と安藤定元の2子がいたとされる。定元の娘・安藤定子は貞清親王の手がつき、伏見宮第13代当主・貞致親王を産んだ。定実の子・安藤了翁は藤原惺窩に師事し、伏見宮家に仕えた。了翁の子・安藤朴翁は冷泉為景や木下勝俊に和歌を学び、子の安藤抱琴・安藤年山は儒学者として活躍した。